# Margot la Rouge

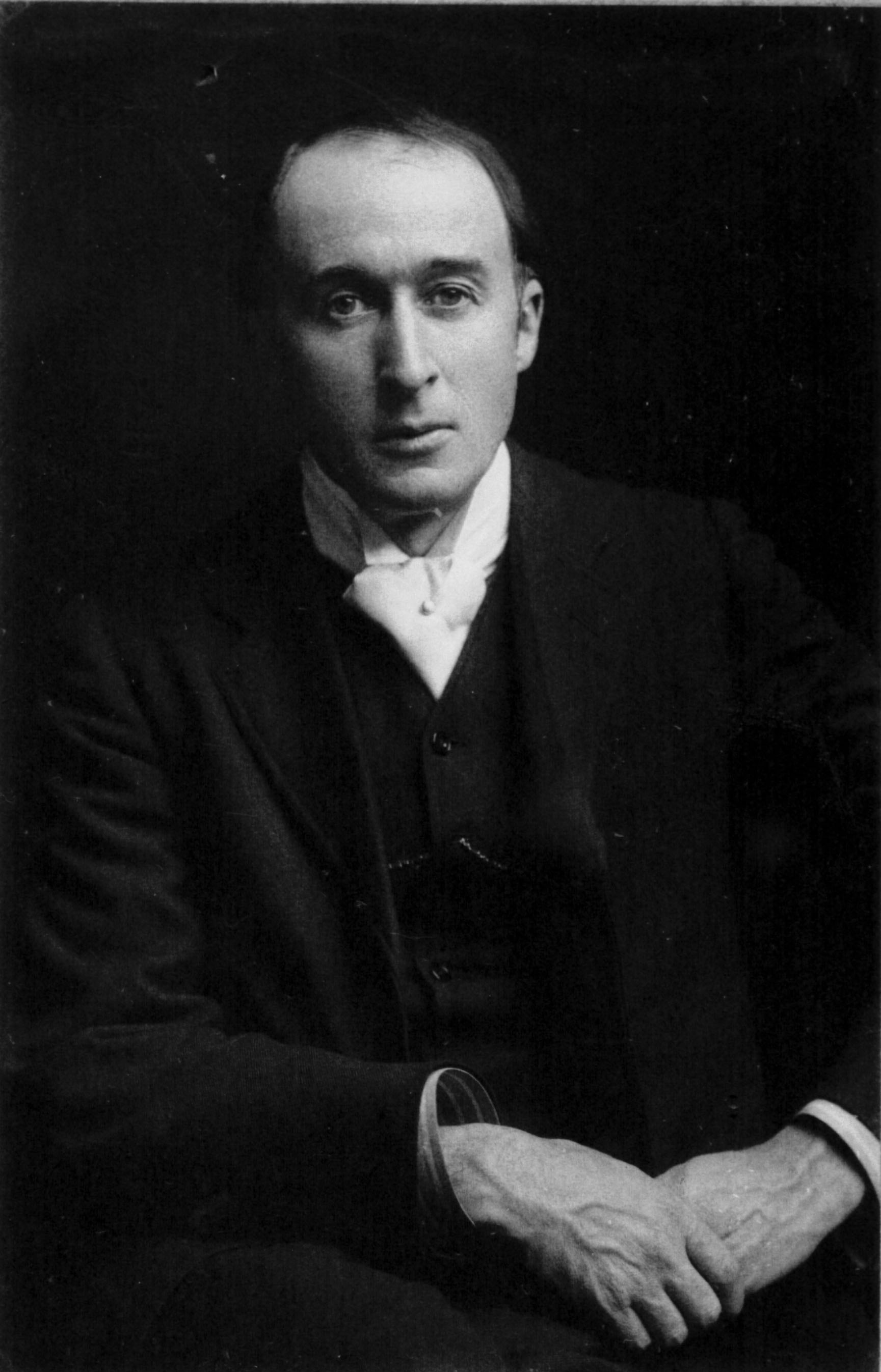
Frederick Delius.

Margot la Rouge är en engelsk opera i en akt med musik av Frederick Delius och libretto av Berthe Gaston-Danville.

## Historia
Delius komponerade operan för en pristävlan anordnad av musikförlaget Sonzogno 1902. Maurice Ravel skrev rent klaverutdraget och det publicerades i Paris 1905 men ingen uppsättning kom till stånd. 1932 omarbetade Delius operans kärleksscen till ett konsertstycke till text av Walt Whitman, Idyll: Once I passed through a populous city. Delius försök att skriva en veristisk opera slog aldrig väl ut. Den 6 augusti 1983 hade operan premiär på Opera Theater of St. Louis i Saint Louis.

## Personer
- Thibault (Tenor)
- Artisten (Baryton)
- Margot (Sopran)
- Lili Béguin (Sopran)
- Nini (Sopran)
- La Patronne (Kontraalt)
- Lapoigne (Baryton)
- Totor (Bas)
- Soldat nr 1 (Baryton)
- Soldat nr 2 (Baryton)
- 3 fyllon (Basar)
- 3 kvinnor (2 Sopraner/Kontraalter)
- En kypare (Baryton)
- Polischefen (Bas)

## Handling
Det är en vårkväll i Paris. På en bar består klientelet av diverse fyllon och några prostituerade. Samtalet rör Margot la Rouge, vars förhållande med Artisten orsakar svartsjuka kommentarer från hennes kollega Lili. Det börjar att regna, vilket inte är bra för affärerna. Margot stormar in och hälsas av hånfulla kommentarer. Tre soldater gör entré, de två första verkar ointresserade av flickorna men den tredje - Thibault - stirrar på Margot. Han tycker sig ha sett henne förut. De andra går men Thibault stannar kvar och närmar sig Margot. Under samtalets gång står det klart att hon är från samma by som Thibault, som en gång kände henne som Marguerite. Hon blir rörd av hans minne och känner igen honom också. Hon berättar vad som hänt med henne och att nu har en älskare. Thibault frågar om hon älskar henne, men det gör hon inte. Margot rörs av Thibaults uppenbara ärlighet. Just som de ska gå iväg kommer Artisten. Det blir bråk och Artisten gör en gest en hotfull gest mot Margot med en kniv. Thibault försvarar henne men blir själv nerstucken. Margot tar Thibaults bajonett och hugger ned Artisten. Polisen arresterar henne.